# Маньи-Фушар
Маньи́-Фуша́р (фр. Magny-Fouchard) — коммуна во Франции, находится в регионе Шампань — Арденны. Департамент — Об. Входит в состав кантона Вандёвр-сюр-Барс. Округ коммуны — Бар-сюр-Об.
Код INSEE коммуны — 10215.
Коммуна расположена приблизительно в 175 км к юго-востоку от Парижа, в 85 км южнее Шалон-ан-Шампани, в 35 км к востоку от Труа.

## Население
Население коммуны на 2008 год составляло 246 человек.
| 1962 | 1968 | 1975 | 1982 | 1990 | 1999 | 2008 |
| ---- | ---- | ---- | ---- | ---- | ---- | ---- |
| 196  | 210  | 188  | 215  | 225  | 199  | 246  |

## Администрация
| Период | Период | Фамилия        | Партия | Примечания |
| ------ | ------ | -------------- | ------ | ---------- |
| 2001   | 2005   | Жан-Клод Рюэль |        |            |
| 2005   | 2014   | Мишель Рота    |        |            |

## Экономика
В 2007 году среди 150 человек в трудоспособном возрасте (15—64 лет) 114 были экономически активными, 36 — неактивными (показатель активности — 76,0 %, в 1999 году было 69,9 %). Из 114 активных работали 107 человек (54 мужчины и 53 женщины), безработных было 7 (2 мужчин и 5 женщин). Среди 36 неактивных 14 человек были учениками или студентами, 13 — пенсионерами, 9 были неактивными по другим причинам.

## Фотогалерея

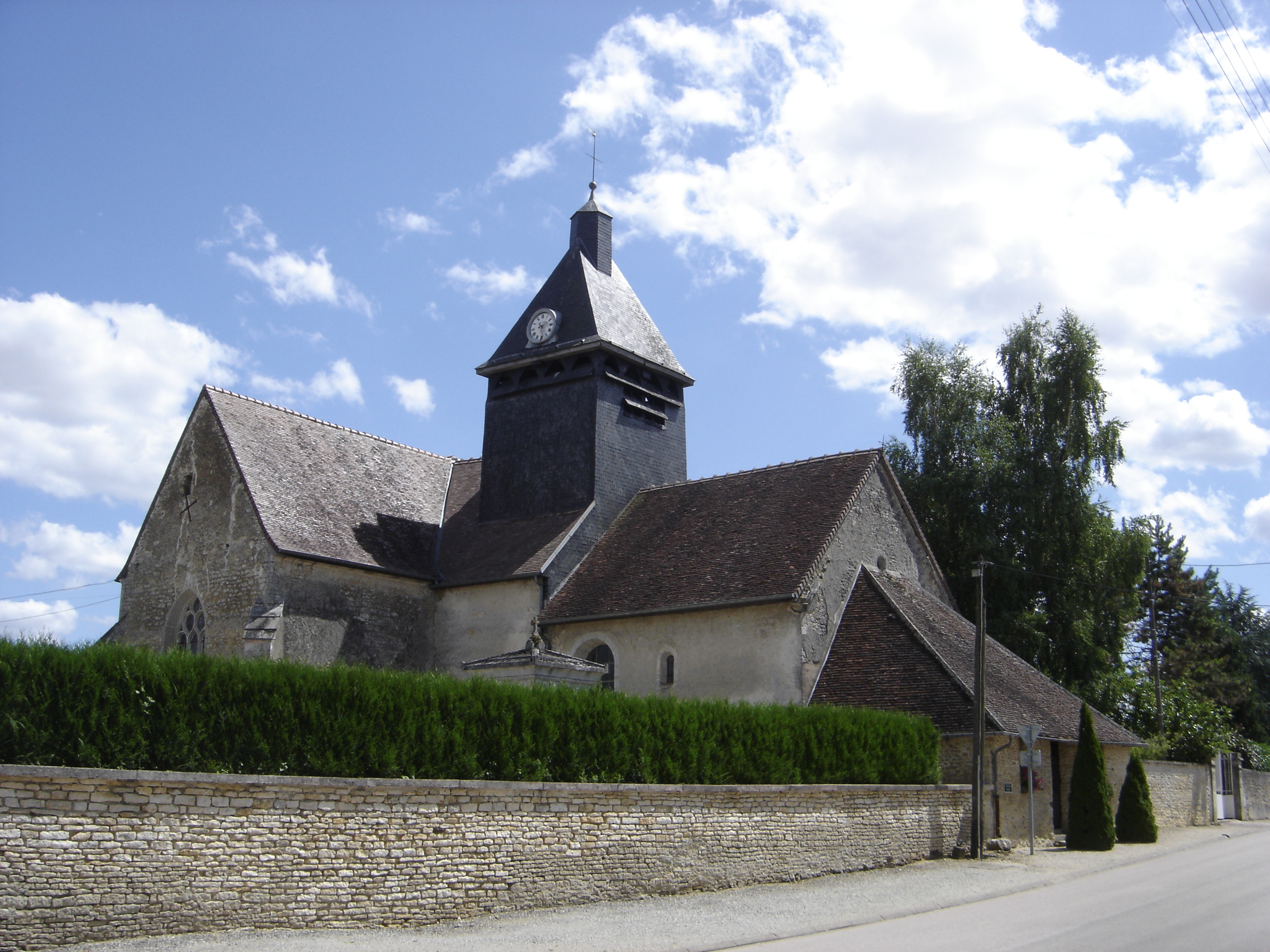
Церковь
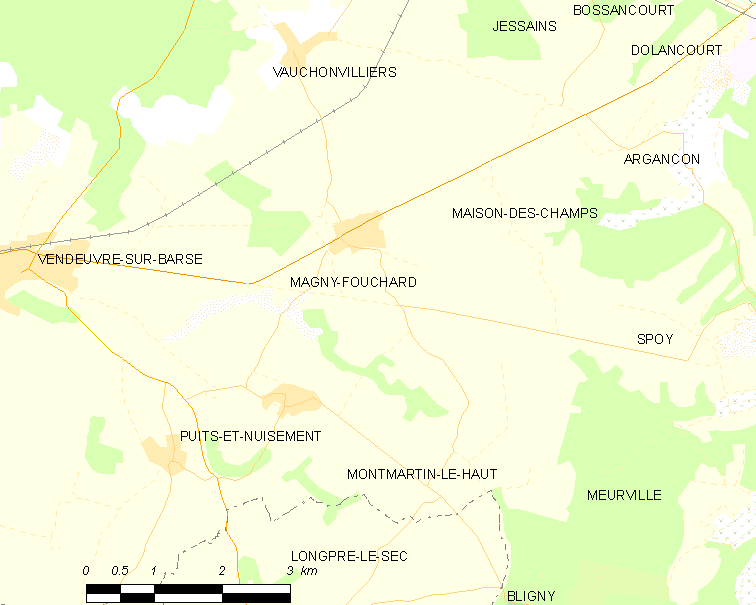
Карта коммуны